# Thorsten Falke
Hauptkommissar Thorsten Falke, gespielt von Wotan Wilke Möhring, ist ein fiktiver Polizist aus der ARD-Fernsehreihe Tatort, der gemeinsam mit Hauptkommissarin Katharina Lorenz (bis 2015) und Hauptkommissarin Julia Grosz (2016–2024), verkörpert von Petra Schmidt-Schaller und Franziska Weisz, in Norddeutschland (Hamburg, Niedersachsen, 2021 erstmals auch Schleswig-Holstein) ermittelt. Ursprünglich gehörten Falke und Lorenz dem LKA Hamburg an, wechselten 2014 mit dem dritten Fall Kaltstart zur Bundespolizei.

## Figuren

### Thorsten Falke
Hauptkommissar Thorsten Falke ist in Hamburg-Billstedt aufgewachsen, wo er sich früh entscheiden musste, auf welcher Seite des Gesetzes er steht. Was ihm einen Vorteil gegenüber seinen Kollegen verschafft, ist, dass er die Gesetze der Straße kennt. Er weiß, wie die Menschen ticken, und hat einen Blick für sie. Dementsprechend pflegt er einen proletarischen Gestus, den er von seinem Vater und Großvater geerbt hat, die beide als Hafenarbeiter in der Hamburger Arbeiterbewegung aktiv waren. In mehreren Folgen trägt Falke T-Shirts von Punkbands wie den Ramones oder seltener Minor Threat, was als Anspielung auf Möhrings eigene Vergangenheit als Punk-Musiker interpretiert werden kann; in Mord auf Langeoog wird zudem gezeigt, dass Falke Gitarre spielen kann. Ferner ist ein Markenzeichen von Falke vor allem in frühen Folgen eine Vorliebe für Milch – sei es im Dienstwagen, während eines Verhörs oder sogar als Teil eines eigenen Longdrinks. Der Kommissar lebt zunächst alleine, da er sich gegen die Familie und für den Beruf entschieden hat. Er hat aus einer Affäre mit einer verheirateten Frau einen Sohn, Torben, der anfangs nicht weiß, wer sein biologischer Vater ist, später aber bei ihm lebt und eine Beziehung zu ihm entwickelt. Wie tief diese Beziehung mittlerweile auf Seiten Falkes ist, zeigt die Folge Macht der Familie, in welcher der mittlerweile erwachsene Torben mit seiner Lebensgefährtin zusammenzieht, was Falke sichtlich bekümmert fortan wieder alleine zu wohnen. Der Klingelton von Falkes Mobiltelefon ist der Anfang von Sympathy for the Devil von den Rolling Stones.

### Katharina Lorenz

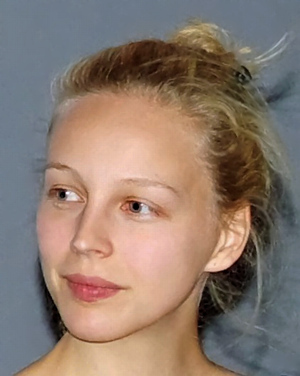
Petra Schmidt-Schaller (Katharina Lorenz)

Hauptkommissarin Katharina Lorenz wuchs in harmonischen Verhältnissen in einem Vorort von Schwerin auf. Ihre Eltern waren als Anwalt für Familienrecht und Physiotherapeutin im Leistungszentrum für Spitzensportler in der DDR etabliert, doch nach der Wende musste Lorenz sich mit Intelligenz, Fleiß und Ehrgeiz ihren Platz im Leben selbst erkämpfen. Nach dem Abitur studierte sie Jura, nach dessen Abschluss sie ihren ersten Job beim Branddezernat der Kriminalpolizei annahm. Im Rahmen einer Serie von Brandstiftungen unterstützte sie erstmals Thorsten Falke. 2015, am Ende der Folge Verbrannt, trennte sie sich von ihm und ließ sich auf einen anderen Posten versetzen. Die Ereignisse um Polizeigewalt an einem in Gewahrsam Genommenen hatten sie emotional an ihre Grenzen gebracht. Lorenz' genaues Verhältnis zu Falke wird, obwohl mehrheitlich einem typischen Tatort-Ermittlerteam entsprechend, in mehreren Folgen der Interpretation des Zuschauers überlassen: In Die Feigheit des Löwen wird ein alkoholisierter One Night Stand impliziert, im Folgenden aber nicht weiter aufgegriffen, und auch ihre Verabschiedung am Ende der Folge Verbrannt lässt einen interpretativen Spielraum zu, dass Falkes und Lorenz' Beziehung über eine freundschaftlich-kollegiale Ebene hinaus ging.

### Julia Grosz
Die Bundespolizistin Julia Grosz arbeitete nach mehreren Auslandseinsätzen am Flughafen Hannover-Langenhagen und traf dort 2016 bei den Ermittlungen in der Folge Zorn Gottes auf Hauptkommissar Falke. Ihren vorherigen Dienstpartner musste sie während des Einsatzes in Afghanistan in Notwehr erschießen, woraufhin sie sich auf den ruhigeren Posten in Hannover versetzen ließ. Trotz ihrer Vorgeschichte und ihrer kühlen und unnahbaren Art wurde die Polizeioberkommissarin am Ende der Folge Zorn Gottes von Thorsten Falke gebeten, seine künftige Dienstpartnerin zu werden. In Macht der Familie wird sie zur Hauptkommissarin befördert und leitet in dieser Folge die Ermittlungen.
Ihrer Vorgeschichte entsprechend ist die neue Partnerschaft professionell, aber auf persönlicher Ebene zunächst weitestgehend distanziert. Erst in der Folge Alles was Sie sagen stellt sich heraus, dass Falke und Grosz einander blind vertrauen und am Ende der Folge duzen sie sich zur Bestätigung zum ersten Mal. In Querschläger erfährt der Zuschauer, dass das Vertrauen zwischen den beiden wächst und sie sich auch mit dem Privatleben des jeweils anderen auseinandersetzen. In dieser Folge zeigt Kollegin Tine Geissler (Marie Rosa Tietjen) deutliches Interesse an Grosz. „Sie reagiert irritiert, aber scheint jedenfalls den Avancen auch nicht völlig abgeneigt zu sein“, stellt tittelbach.tv fest. Auch Falke vermutet, so seine Äußerung, dass Grosz sich zum weiblichen Geschlecht hingezogen fühlt. Auf Falkes Nachfrage meint Grosz jedoch, dass er nicht alles über ihr Liebesleben wissen müsse. In einer späteren Folge verabredet sie sich mit einem Mann. In der Folge Schattenleben lernt man Grosz’ Ex-Freundin Ela Erols kennen, mit der sie während ihrer gemeinsamen Ausbildungszeit eine Beziehung hatte.
Am 1. Januar 2024 war Franziska Weisz letztmalig als Julia Grosz in dem Film Tatort: Was bleibt zu sehen. Die Kommissarin wird in der Schlussszene dieser Folge von einem Messerstecher tödlich verletzt.

### Jan Katz
Kriminalhauptkommissar Jan Katz, dargestellt von Sebastian Schipper, ist ein alter Freund und Kollege Falkes, den er seit der Ausbildung kennt. Weil er Vater wurde, verließ er das Team, stand Falke nur noch gelegentlich zur Seite und schied 2015 (Folge Frohe Ostern, Falke!) komplett aus der Tatort-Reihe aus.

## Bundespolizei
Thorsten Falke mit Katharina Lorenz beziehungsweise Julia Grosz ist das erste und bisher einzige Tatort-Team, das bei der Bundespolizei beschäftigt ist. Laut ARD gehen sie als Angehörige einer Sonderkommission der Bundespolizei in Norddeutschland Kapitalverbrechen nach, die vor dem Hintergrund der weltweiten Flucht- und Migrationsbewegungen geschehen. Ursprünglich wurde auch in diesem Tatort für die Ermittler die Bezeichnung „Kriminalhauptkommissar“ verwendet, die es jedoch bei der Bundespolizei nicht gibt, weil dort die Amtsbezeichnung „Polizeihauptkommissar“ lautet. Julia Grosz wurde deshalb mit dem Dienstgrad „Polizeioberkommissarin“ in die Reihe eingeführt und später zur „Polizeihauptkommissarin“ befördert.

## Auto
Thorsten Falke fährt einen alten Citroën XM und erinnert damit an Horst Schimanski, der bereits 1990 im Tatort: Medizinmänner dieses Modell fuhr.

## Folgen
| Fall | Titel                  | Erstausstrahlung | Folge | Drehbuch                                          | Regie              | Handlungsort                                     | Besonderheiten |
| ---- | ---------------------- | ---------------- | ----- | ------------------------------------------------- | ------------------ | ------------------------------------------------ | --- |
| 01   | Feuerteufel            | 28. Apr. 2013    | 0872  | Markus Busch                                      | Özgür Yildirim     | Hamburg                                          | |
| 02   | Mord auf Langeoog      | 24. Nov. 2013    | 0887  | Max Eipp, Stefan Kornatz                          | Stefan Kornatz     | Langeoog                                         | Uraufgeführt am 3. Oktober 2013 beim Filmfest Hamburg                                                                                  |
| 03   | Kaltstart              | 27. Apr. 2014    | 0909  | Raimund Maessen, Volker Krappen                   | Marvin Kren        | Wilhelmshaven                                    | Wechsel vom LKA Hamburg zur Bundespolizei                                                                                              |
| 04   | Die Feigheit des Löwen | 30. Nov. 2014    | 0924  | Friedrich Ani                                     | Marvin Kren        | Oldenburg                                        | Uraufgeführt beim Filmfest Hamburg 2014                                                                                                |
| 05   | Frohe Ostern, Falke    | 6. Apr. 2015     | 0942  | Thomas Stiller                                    | Thomas Stiller     | Hamburg                                          | Uraufgeführt am 13. September 2014 beim Internationalen Filmfest Oldenburg.                                                            |
| 06   | Verbrannt              | 11. Okt. 2015    | 0957  | Stefan Kolditz                                    | Thomas Stuber      | Salzgitter                                       | Letzter Fall für Petra Schmidt-Schaller als Kommissarin Katharina Lorenz. Vorpremiere in vielen deutschen Kinos am 30. September 2015. |
| 07   | Zorn Gottes            | 20. März 2016    | 0980  | Florian Oeller                                    | Özgür Yıldırım     | Hannover                                         | Erster Fall für Franziska Weisz als Oberkommissarin Julia Grosz                                                                        |
| 08   | Böser Boden            | 26. Nov. 2017    | 1037  | Georg Lippert, Marvin Kren                        | Sabine Bernardi    | Dollbergen, Hamburg                              | |
| 09   | Dunkle Zeit            | 17. Dez. 2017    | 1039  | Judith Angerbauer, Niki Stein                     | Niki Stein         | Hamburg, Lüneburg                                | |
| 10   | Alles was Sie sagen    | 22. Apr. 2018    | 1056  | Arne Nolting, Jan Martin Scharf                   | Özgür Yildirim     | Lüneburg, Hamburg und Umgebung                   | |
| 11   | Treibjagd              | 18. Nov. 2018    | 1072  | Benjamin Hessler, Florian Oeller                  | Samira Radsi       | Hamburg (Neugraben-Fischbek)                     | |
| 12   | Querschläger           | 1. Dez. 2019     | 1111  | Oke Stielow                                       | Stephan Rick       | Hamburg                                          | Premiere am 15. Juni 2019 auf dem Filmfest Emden-Norderney.                                                                            |
| 13   | Die goldene Zeit       | 9. Feb. 2020     | 1120  | Georg Lippert                                     | Mia Spengler       | Hamburg (St. Pauli)                              | Premiere auf dem Filmfest Hamburg am 29. September 2019.                                                                               |
| 14   | Tödliche Flut          | 24. Jan. 2021    | 1154  | David Sandreuter, Arne Nolting, Jan Martin Scharf | Lars Henning       | Norderney                                        | |
| 15   | Macht der Familie      | 18. Apr. 2021    | 1164  | Niki Stein                                        | Niki Stein         | Hamburg, Lübeck                                  | |
| 16   | Tyrannenmord           | 20. März 2022    | 1194  | Jochen Bitzer                                     | Christoph Stark    | Holzminden, Hannover                             | |
| 17   | Schattenleben          | 12. Juni 2022    | 1204  | Lena Fakler                                       | Mia Spengler       | Hamburg                                          | |
| 18   | Verborgen              | 16. April 2023   | 1233  | Julia Drache, Sophia Ayissi Nsegue                | Neelesha Barthel   | Hannover                                         | |
| 19   | Was bleibt             | 1. Jan. 2024     | 1255  | Marija Erceg                                      | Max Zähle          | Hamburg und Umgebung, Heiligenhafen und Umgebung | Letzter Fall für Franziska Weisz als Julia Grosz                                                                                       |
| 20   | Schweigen              | 1. Dez. 2024     | 1282  | Stefan Dähnert                                    | Lars Kraume        | Abtei Mariawald                                  | Die Premiere erfolgte am 29. August 2024 auf dem Festival des deutschen Films in Ludwigshafen am Rhein.                                |
| 21   | Im Wahn                | 21. Apr. 2025    | 1301  | Georg Lippert                                     | Viviane Andereggen | Hannover, Hamburg                                | Gastrolle von Hauptkommissarin Anaïs Schmitz (Florence Kasumba) aus Göttingen                                                          |